# Сицилийская конституция (1812)
Сицили́йская конститу́ция — основной закон, составленный сицилийским парламентом и принятый королем Фердинандом I 19 июля 1812 года, просуществовал до 8 декабря 1816 года.
Под британским влиянием 19 июля 1812 года сицилийский парламент, собравшись на внеочередное заседание, проголосовал по статьям новой конституции. Намерение британского правительства состояло в том, чтобы экспортировать либеральную конституционную модель и административную децентрализацию в англосаксонском стиле против распространения наполеоновской буржуазно-демократической модели.
В то время как Кадисская конституция претендует на политическую идеологию 1789 года, преодолевая акцент на законодательной власти, сицилийский вариант английской модели, хотя и включен в число «новаторов», представляет собой своего рода открытие для последующих экспериментов между директорией и реставрацией. Эти две конституционных модели следует рассматривать в связи с двумя различными типами английского и французского конституционализма, существенное различие которых заключается в различных политических целях. Английская либерально-умеренная система подчеркивала верховенство исполнительной власти, французско-якобинская — законодательная концепция, уже выраженная в конституции 1791 года и в конституции 1793 года.
Конституция 1812 года носит договорный характер и, как и все договоры, выражает интересы и прерогативы сторон договора: британцев, сицилийских баронов, короля и католической церкви. Король сыграл решающую роль в том, что он дал оценку каждой статье, предложенной парламентом.